# Magnus Ek
Magnus Ek (1994) é um político sueco. Desde 24 de setembro de  2018 que tem servido como membro do Riksdag em representação do círculo eleitoral do condado de Östergötland. Ele foi presidente da Juventude do Partido do Centro de 2015 a 2019.